# Jorge Asís

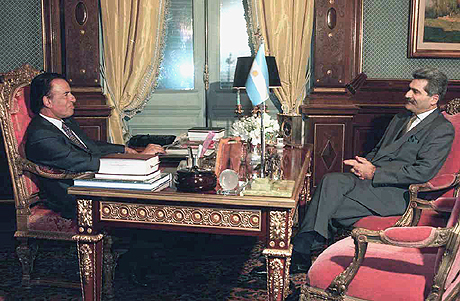
Con Carlos Menem en 1997

Jorge Cayetano Zaín Asís (Avellaneda, provincia de Buenos Aires, 3 de marzo de 1946), conocido como Jorge Asís y apodado Turco, es un escritor, periodista y analista político argentino que también ocupó cargos públicos y diplomáticos.

## Biografía
Sus padres fueron Francisca Asís, trabajadora de la industria textil, y Jorge Zaín, comerciante. Ambos eran hijos de inmigrantes oriundos de Siria: los padres de Francisca provenían de las inmediaciones de Homs y los de Jorge de Damasco. Su personaje de Don Abdel Salim está inspirado en la figura de su padre.
Periodista de personalidad provocativa y observador político, ha cultivado varios géneros literarios como escritor. Su novela Flores robadas en los jardines de Quilmes, publicada en 1980, se convirtió en best seller con 350 000 copias vendidas.
Esta novela, dedicada a Haroldo Conti, el escritor argentino desaparecido en 1976 durante el Proceso de Reorganización Nacional, fue llevada al cine en 1985 bajo la dirección de Antonio Ottone.
En el año 1971 escribió el libro De cómo los comunistas se comen a los niños, publicado por Ediciones L.H.S.R.L. En la contratapa, Carlos Marcucci escribió: «Jorge Asís provisto de un heroísmo ejemplar intenta dejar testimonio de este genocidio que el mundo occidental y cristiano presencia como un tímido espectador». La obra es su primer libro de cuentos y en ella «rememora con el escandalizador axioma su militancia comunista, tan efímera como la primera juventud, en la que se dividía entre las aventuras del barrio y los libros».
Asís también incursionó como actor en el papel de Fábulo Vega en un filme de 1973, La muerte de Sebastián Arache y su pobre entierro, con guion y dirección de Nicolás Sarquís, según el argumento de este director, Luis Priamo y Haroldo Conti. Con su novela Flores robadas en los jardines de Quilmes, publicada en plena dictadura militar (1980), Jorge Asís fue reconocido a nivel de Latinoamérica y se convirtió en best-seller; sin embargo, esto lo puso en la mira de la dictadura. Regresó del exilio en 1984.
A partir de 1989 durante el gobierno de Carlos Saúl Menem, se desempeñó como embajador argentino ante la Unesco, función que cumplió hasta 1994, y pasó a ejercer el cargo de secretario de Cultura de la Nación. Tras su breve paso por esa secretaría, fue designado embajador en Portugal desde 1997 hasta 1999 en que terminó el mandato del presidente Menem.
En 2005 creó el portal periodístico de internet "Jorge Asís Digital" en donde publica crónicas y columnas de análisis político sobre temas de actualidad. En 2017 el portal fue reconocido con el Premio Konex en la disciplina de Emprendimientos Digitales.
En octubre de 2007 fue candidato a Vicepresidente de la Nación, acompañando a Jorge Sobisch.

## Vida personal
Estuvo casado durante 30 años con la escritora y madre de sus hijos, Mirta Hortas, a quien conoció en el taller literario Mario Jorge de Lellis.

## Obra

### Novela y cuento
- De cómo los comunistas se comen a los niños (1971)
- La manifestación (1971)
- Don Abdel Salim, el burlador de Domínico (1972)
- La familia tipo (1974)
- Los reventados (1974)
- Fe de ratas (1976)
- Flores robadas en los jardines de Quilmes (1980). Llevada al cine en una película homónima de 1985.
- Carne Picada (1981)
- El Buenos Aires de Oberdán Rocamora (1981)
- La calle de los caballos muertos (1982)
- Cazadores de Canguros (1983)
- Diario de la Argentina (1984)
- El pretexto de París (1986)
- Partes de inteligencia (1987)
- Cuaderno del acostado (1988)
- El cineasta y la partera (y el sociólogo marxista que murió de amor) (1989)
- La línea de Hamlet o la ética de la traición (1995)
- Sandra, la trapera (1996)
- Lesca, el fascista irreductible (2000)
- Del Flore Al Montparnasse (2000)
- Excelencias de la nada (2001)
- Cuentos Completos (2005)
- Edición especial 30 años de Flores robadas en los jardines de Quilmes (2010)
- Reedición de Diario de la Argentina (2012)
- Hombre de Gris (2012)
- Casa Casta (2012)
- Tulipanes salvajes en agua de rosas (2012)
- Dulces otoñales (2014)
- Memorias tergiversadas (2017)
- Churrasquitos hervidos, billetes crocantes (2022)

### Poesía
- Señorita vida (1970)

### Política
- La Ficción Política (1985)
- La Marroquinería Política (2006)
- El Descascaramiento (2007)
- La elegida y el elegidor (2008)
- El Kirchnerismo Póstumo (2011)
- La mafia del bien: El tercer gobierno radical de Macri (2018)